# Crosby Ravensworth
Crosby Ravensworth es un pueblo, parroquia civil y estiva en el distrito de Edén de Cumbria, Inglaterra. El pueblo se encuentra a unos 6,4 km al este de la autopista M6 y Shap.

## Historia

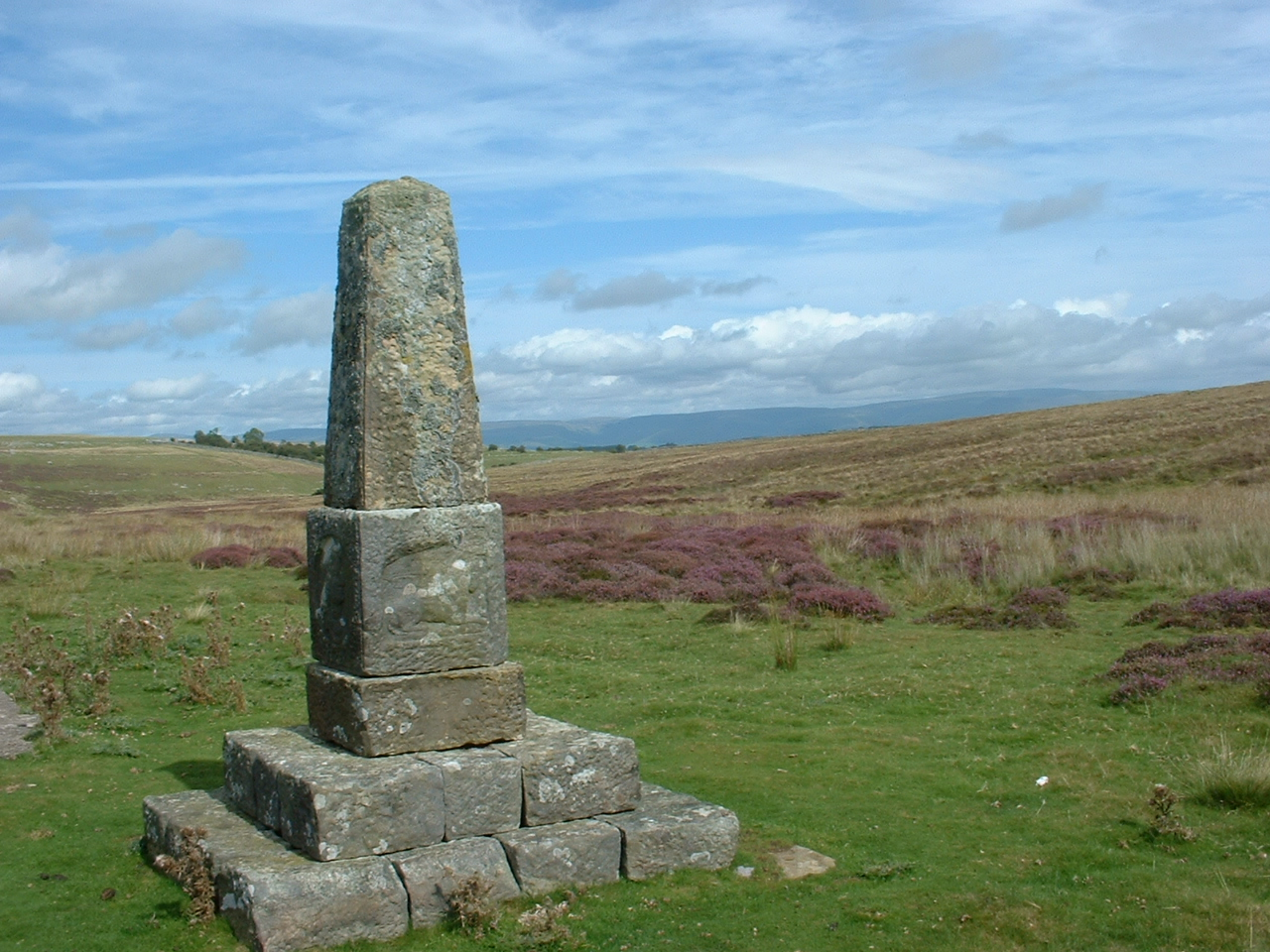
Monumento a Carlos II

Los restos prehistóricos incluyen el círculo de piedra White Hag (54.497294°N 2.608298°O). Un par de cucharas casi idénticas de La Tène Celtic de la Edad de Hierro fueron encontradas en Crosby Ravensworth en el siglo XIX y ahora se encuentran en el Museo Británico de Londres. Un monumento más reciente en Black Dub conmemora la visita de Carlos II de Inglaterra en 1651. La estiva también contiene uno de varios sitios en Inglaterra llamado Robin Hood's Grave.

## La estiva de Crosby Ravensworth
Crosby Ravensworth Fell es la fuente del río Lyvennet y es atravesado por la ruta Coast to Coast Walk. Presenta una considerable extensión de pavimento calizo.

## Gente destacada
- John Langhorne, maestro matemático en la Escuela Giggleswick
- Reverendo John Langhorne, maestro de la Escuela Tonbridge, director del King's School, Rochester y vicario de Lamberhurst.
- Reverendo Thomas Langhorne, fundador de la Escuela Loretto
- Reverendo Lancelot Addison (1632 - 20 de abril de 1703) - Un famoso erudito inglés. Decano de Lichfield

## Gobernanza
Existe un pabellón electoral en el mismo nombre. Este barrio se extiende desde el sur de Bolton hasta Great Asby, con una población total de 1.396 habitantes en el censo de 2011.